# Hersham and Walton Motors
La Hersham and Walton Motors (HWM) è stato un team di Formula 1 britannico, fondato da George Abecassis e da John Heath, che ha partecipato ad alcuni Gran Premi dal 1951 al 1954 con motorizzazione Alta. Il miglior risultato è stato un 5º posto al Gran Premio del Belgio 1952 conquistato da Paul Frère. Nel 1952 con Lance Macklin vinse il BRDC International Trophy, gara non valida per il mondiale.

## Principali piloti

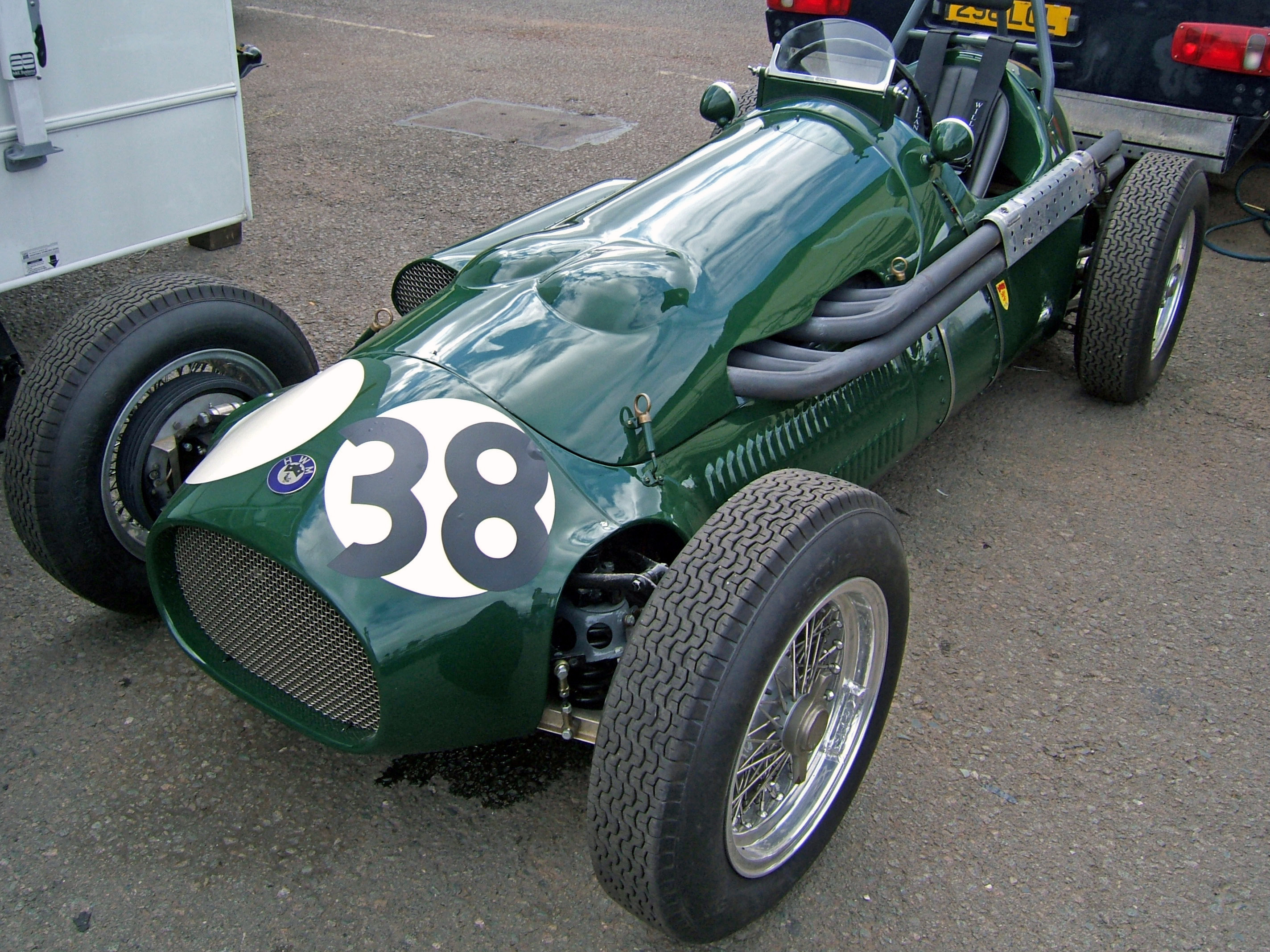
Una HWM Formula Due del 1952, al Vintage Sports-Car Club a Donington Park nel settembre 2007

- Lance Macklin (1952-1954): 12 GP
- Peter Collins (1952-1953): 8 GP
- Paul Frère (1952-1953): 4 GP
- Stirling Moss (1951-1952): 2 GP

## Risultati in Formula 1

### Risultati della Hersham and Walton Motors
| Anno | Vettura | Motore | Gomme | Piloti    |     |  |  |  |  |  |  |  |  | Punti | Pos. |
| ---- | ------- | ------ | ----- | --------- | --- |  |  |  |  |  |  |  |  | ----- | ---- |
| 1951 | HWM 51  | Alta   | D     | Abecassis | Rit |  |  |  |  |  |  |  |  | -     |      |
| 1951 | HWM 51  | Alta   | D     | Moss      | 8   |  |  |  |  |  |  |  |  | -     |      |

| Anno | Vettura       | Motore | Gomme | Piloti           |     |  |     |    |     |     |    |    |  | Punti | Pos. |
| ---- | ------------- | ------ | ----- | ---------------- | --- |  | --- | -- | --- | --- | -- | -- |  | ----- | ---- |
| 1952 | HWM 51 HWM 52 | Alta   | D     | Abecassis        | Rit |  |     |    |     |     |    |    |  | -     |      |
| 1952 | HWM 51 HWM 52 | Alta   | D     | Moss             | Rit |  |     |    |     |     |    |    |  | -     |      |
| 1952 | HWM 51 HWM 52 | Alta   | D     | Collins          | Rit |  | Rit | 6  | Rit |     |    | NQ |  | -     |      |
| 1952 | HWM 51 HWM 52 | Alta   | D     | Macklin          | Rit |  | 11  | 9  | 15  |     | 8  | NQ |  | -     |      |
| 1952 | HWM 51 HWM 52 | Alta   | D     | Frère            |     |  | 5   |    |     | Rit |    |    |  | -     |      |
| 1952 | HWM 51 HWM 52 | Alta   | D     | Laurent          |     |  | 12  |    |     |     |    |    |  | -     |      |
| 1952 | HWM 51 HWM 52 | Alta   | D     | Giraud-Cabantous |     |  |     | 10 |     |     |    |    |  | -     |      |
| 1952 | HWM 51 HWM 52 | Alta   | D     | Hamilton         |     |  |     |    | Rit |     | 7  |    |  | -     |      |
| 1952 | HWM 51 HWM 52 | Alta   | D     | Claes            |     |  |     |    |     | 10  |    |    |  | -     |      |
| 1952 | HWM 51 HWM 52 | Alta   | D     | van der Lof      |     |  |     |    |     |     | NC |    |  | -     |      |

| Anno | Vettura | Motore | Gomme | Piloti           |  |  |     |     |     |     |     |     |     | Punti | Pos. |
| ---- | ------- | ------ | ----- | ---------------- |  |  | --- | --- | --- | --- | --- | --- | --- | ----- | ---- |
| 1953 | HWM 53  | Alta   | D     | Macklin          |  |  | Rit |     | Rit | Rit | Rit |     | Rit | -     |      |
| 1953 | HWM 53  | Alta   | D     | Collins          |  |  | 8   | Rit | 13  | Rit |     |     |     | -     |      |
| 1953 | HWM 53  | Alta   | D     | Frère            |  |  |     | 10  |     |     |     | Rit |     | -     |      |
| 1953 | HWM 53  | Alta   | D     | Giraud-Cabantous |  |  |     |     | 14  |     |     |     | 15  | -     |      |
| 1953 | HWM 53  | Alta   | D     | Hamilton         |  |  |     |     |     | Rit |     |     |     | -     |      |
| 1953 | HWM 53  | Alta   | D     | Fairman          |  |  | Rit | Rit | Rit | Rit |     | Rit | Rit | -     |      |
| 1953 | HWM 53  | Alta   | D     | Scherrer         |  |  |     |     |     |     |     | 9   |     | -     |      |
| 1953 | HWM 53  | Alta   | D     | Fitch            |  |  |     |     |     |     |     |     | Rit | -     |      |

| Anno | Vettura | Motore | Gomme | Piloti  |  |  |  |     |  |  |  |  |  | Punti | Pos. |
| ---- | ------- | ------ | ----- | ------- |  |  |  | --- |  |  |  |  |  | ----- | ---- |
| 1954 | HWM 53  | Alta   | D     | Macklin |  |  |  | Rit |  |  |  |  |  | -     |      |

### Risultati di altre vetture HWM
| Anno | Vettura | Motore | Gomme | Piloti |  |  |    |  |     |     |  |    | Punti | Pos. |
| ---- | ------- | ------ | ----- | ------ |  |  | -- |  | --- | --- |  | -- | ----- | ---- |
| 1952 | HWM 52  | Alta   | D     | Gaze   |  |  | 15 |  | Rit | Rit |  | NQ |       |      |

| Anno | Vettura | Motore | Gomme | Piloti    |  |  |  |  |  |     |  |  | Punti | Pos. |
| ---- | ------- | ------ | ----- | --------- |  |  |  |  |  | --- |  |  | ----- | ---- |
| 1955 | HWM 53  | Alta   | D     | Whiteaway |  |  |  |  |  | Rit |  |  |       |      |

| Legenda | 1º posto     | 2º posto | 3º posto    | A punti         | Senza punti/Non class.  | Grassetto – Pole position Corsivo – Giro più veloce |
| Legenda | Squalificato | Ritirato | Non partito | Non qualificato | Solo prove/Terzo pilota | Grassetto – Pole position Corsivo – Giro più veloce |